# حمض الكلورأنيليك
حمض الكلورأنيليك (بالإنجليزية: Chloranilic acid )‏ عبارة عن مركب عضوي و صيغته الكيميائية  C6H2Cl2O4  .